# 泰德航空
泰德（Ted）曾是美國聯合航空使用的行銷品牌，用在全經濟座位航班上。名稱的由來則是聯合航空中聯合（United）的後三個字母。此一品牌在2009年停用。

## 歷史
聯合航空於2003年11月12日宣佈將於2004年2月12日開始泰德全經濟艙服務。泰德由丹佛首航，主要與邊疆航空(Frontier Airlines)競爭。 57架空中巴士A320飛機配置在泰德下，座位為156個全經濟艙座位。這服務被創立的主要原因是為了與廉價航空競爭，如西南航空(Southwest)和邊疆航空等。
聯合航空於2008年6月4日宣布將把泰德的全經濟客機改裝為頭等與經濟艙兩艙等，並回歸聯合航空的機隊，以彌補聯合航空將所有737客機除役後所留下的運能空缺。在2009年1月6日，泰德所有客機回歸聯合航空，正式停止營運。

## 運作
全部的泰德航班都由聯合航空機組人員在聯合航空執照下飛行，因為泰德本身並不是一家有執照的航空公司，而是聯合航空在全經濟艙服務上使用的品牌。不過泰德的空服人員穿著與聯合航空不同、代表泰德的制服。有時候泰德塗裝的飛機也代飛聯合航空的航班。泰德飛機的塗裝是聯合航空2004年至2010年塗裝的衍生，主要為在聯合航空的藍色外加入黃色，以及「Ted」標誌。

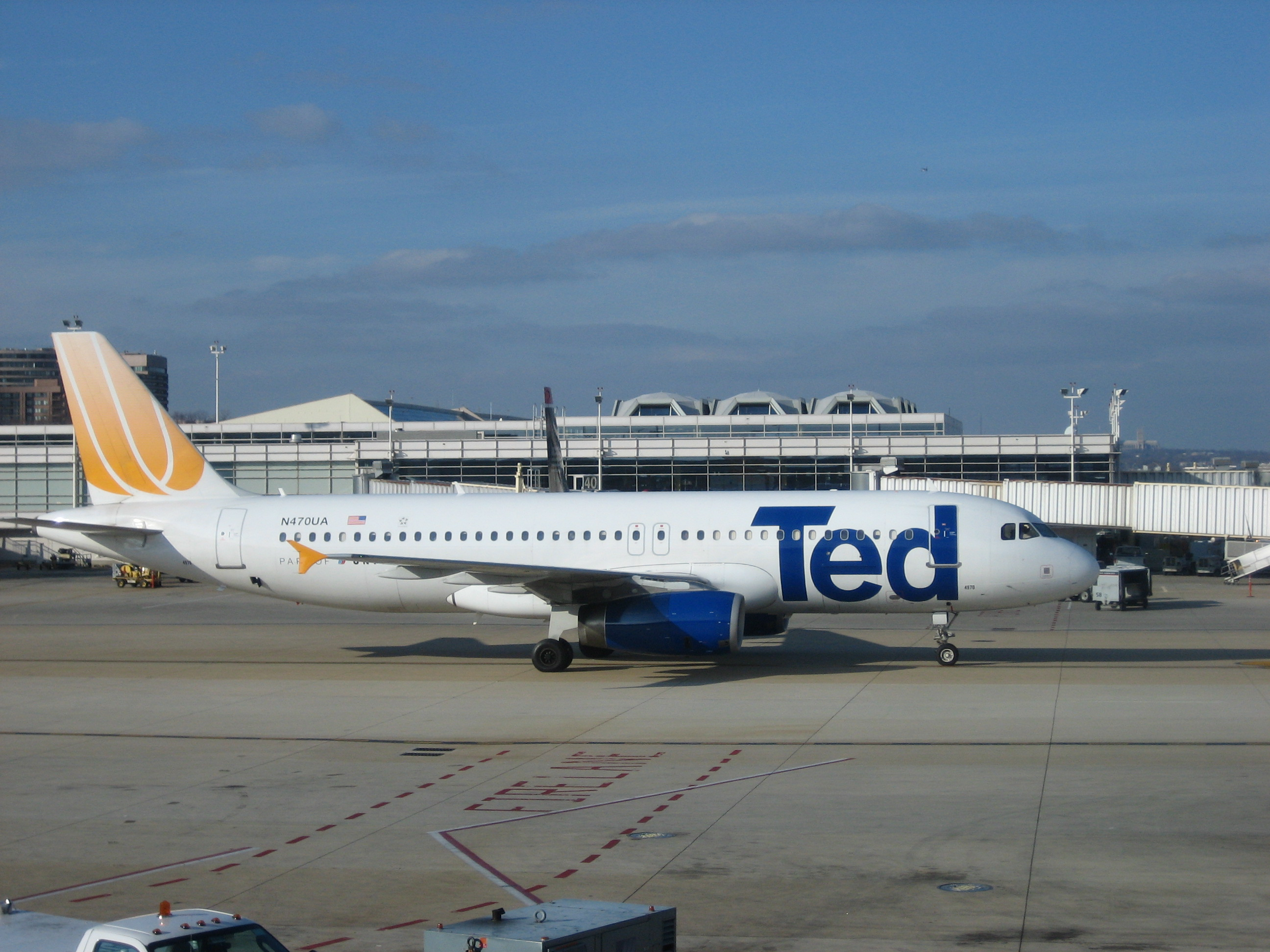
在隆納·雷根華盛頓國家機場的泰德塗裝A320飛機

## 航點
泰德航空飛往20個分別位於美國、波多黎各及墨西哥的航點。

## 機隊
2008年1月，聯合航空有 57 架被分到泰德航空旗下:

直到2008年1月，泰德航空机队平均年龄为8.2年。 

## 資料來源
1. ↑  .   [2008-01-19]. （原始内容存档于2007-12-25）.
2. ↑  .   [2008-01-19]. （原始内容存档于2007-09-27）.